# Сент Хелијер
Сент Хелијер (енгл.: Saint Helier, џер.: St Hélyi) је један од 12 округа и највеће место на Џерзију, највећем од каналских острва у Ламаншу. Има 33.622 становника и главни је град Џерзија (иако није седиште Владе).
Простире се на 10,6 km2 што је 9% површине острва.
Име је добио по Светом Хелерију из 6. века. Његов дан се слави 16. јула.

## Партнерски градови
- Авранш
- Бад Вурцах
- Фуншал